# Samuel Palmer
Samuel Palmer (Londra, 27 gennaio 1805 – Redhill, 24 maggio 1881) è stato un pittore paesaggista, incisore e scrittore britannico.
Figura chiave del romanticismo britannico, Palmer fu presentato nel 1824 a William Blake. L'incontro fu decisivo, perché gli permise di scoprire la propria natura, incline al visionario. Ritiratosi a Shoreham, nel Kent, dal 1827 al 1832, radunò intorno a sé un gruppo di giovani discepoli, entusiasti di Blake.
Al periodo di Shoreham appartiene la produzione più significativa di Palmer: una serie di acquarelli e di dipinti ad olio, in cui il tema della meditazione sulla natura è vissuto con animo bucolico ed è investito di una forte carica spirituale. Tra le opere più celebri, Autoritratto (1828) Un giardino a Shoreham (1829) e Melo magico (1830).

## Biografia
Samuel Palmer nacque a Londra, a Old Kent Road, il 27 gennaio 1805. Manifestò le proprie vocazioni artistiche a dodici anni, quando eseguì dipinti a carattere religioso; all'età di quattordici anni espose le proprie opere, ispirate alla maniera di William Turner, alla Royal Academy of Arts di Londra. Il giovane Samuel ebbe una scarsa educazione tecnica e formale e si formò sostanzialmente come autodidatta, ma studiò per un breve periodo alla Merchant Taylors' School.

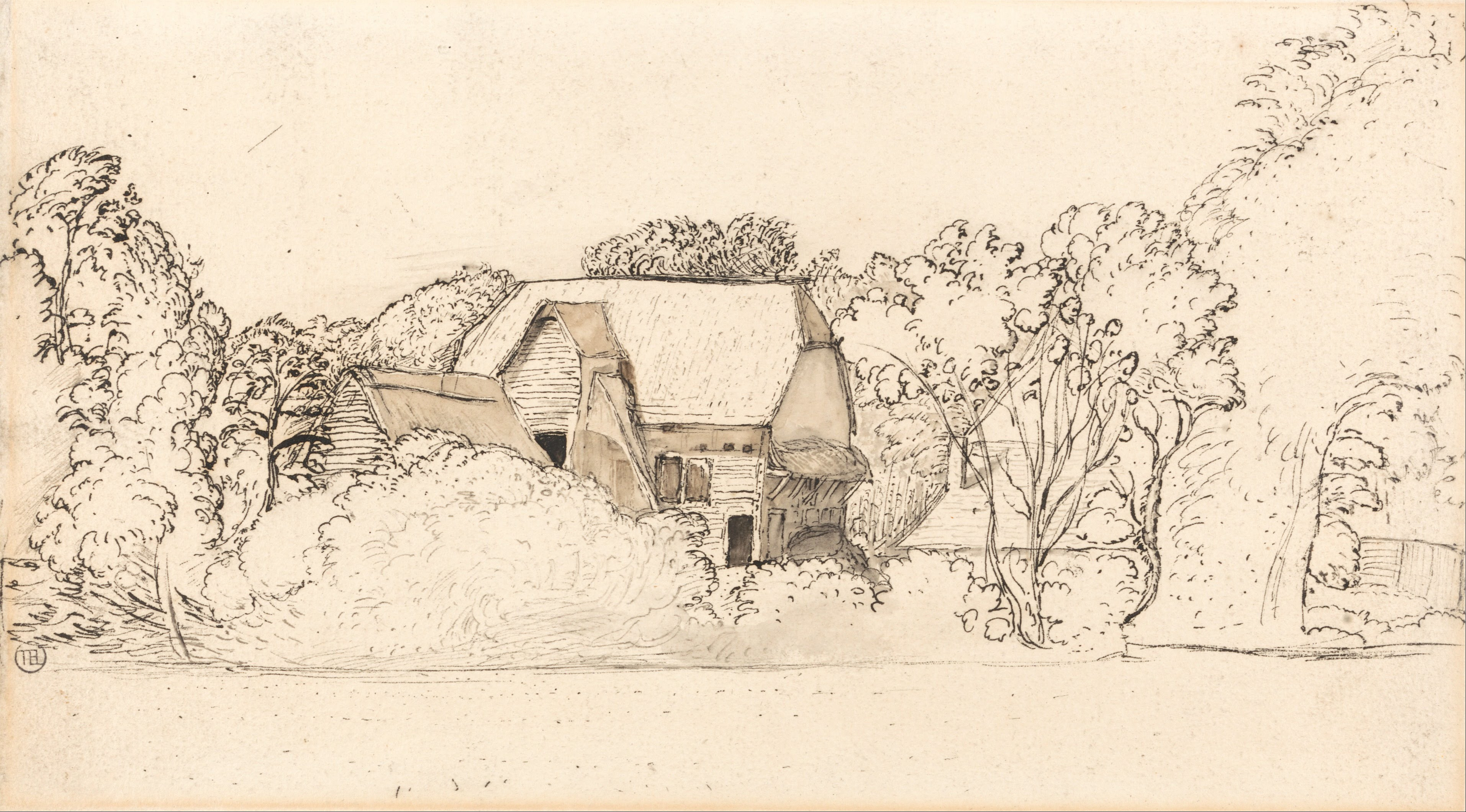
An Ancient Barn at Shoreham, 15,6x27,8 cm, Yale Center for British Art

Tramite John Linnell, Palmer a diciannove anni, nel 1824, incontrò William Blake. Fu assai sensibile all'influenza delle opere di Blakeː questo è evidente nelle sue opere considerate le migliori, tra cui i paesaggi di Shoreham, nei pressi di Sevenoaks, nel Kent. Qui Palmer aveva acquistato un cottage fatiscente, soprannominato Rat Abbey, ove visse dal 1826 al 1835. L'area intorno a Shoreham è presente nei dipinti di Palmer, in una dimensione dilatata, quasi magica e con connotati paradisiaciː un tono fantastico e visionario, spesso enfatizzato dalle tonalità seppia, filtrate attraverso il chiaro di luna e la luce delle stelle. Scelse anche temi mitologici e letterari, come soggetti delle sue tele.
Durante questo soggiorno in campagna, Palmer entrò in contatto con un gruppo di discepoli di Blake, noto come the Ancients, tra i quali figuravano George Richmond ed Edward Calvert. A Shoreham Palmer si invaghì della quattordicenne Hannah Linnell, che sposò nel 1837.
Dopo il ritorno a Londra, nel 1835, in cerca di acquirenti per le proprie tele, Palmer eseguì opere meno mistiche e più convenzionali, anche perché la sua situazione finanziaria stava lentamente declinando e per vendere doveva necessariamente andare incontro al gusto del pubblico. Dipinse soprattutto paesaggi agrari del Devonshire e del Gallesː sono opere pregne di quiete bucolica e idillica, nettamente in contrasto con le violente proteste rurali che stavano interessando, a quell'epoca, le campagne inglesi.
Palmer si convertì all'acquarello, una volta acquistata maggiore notorietà; la sua tavolozza si fece più brillante, in seguito ad un viaggio in Italia, insieme ad Hannah, nel 1837–1839. Dopo il viaggio con la moglie, Palmer fu costretto a lavorare per mecenati di mediocre cultura, per più di venti anni: solo nel 1862, trasferitosi a Londra, poté dipingere in modo autonomo e senza vincoli di committenza.

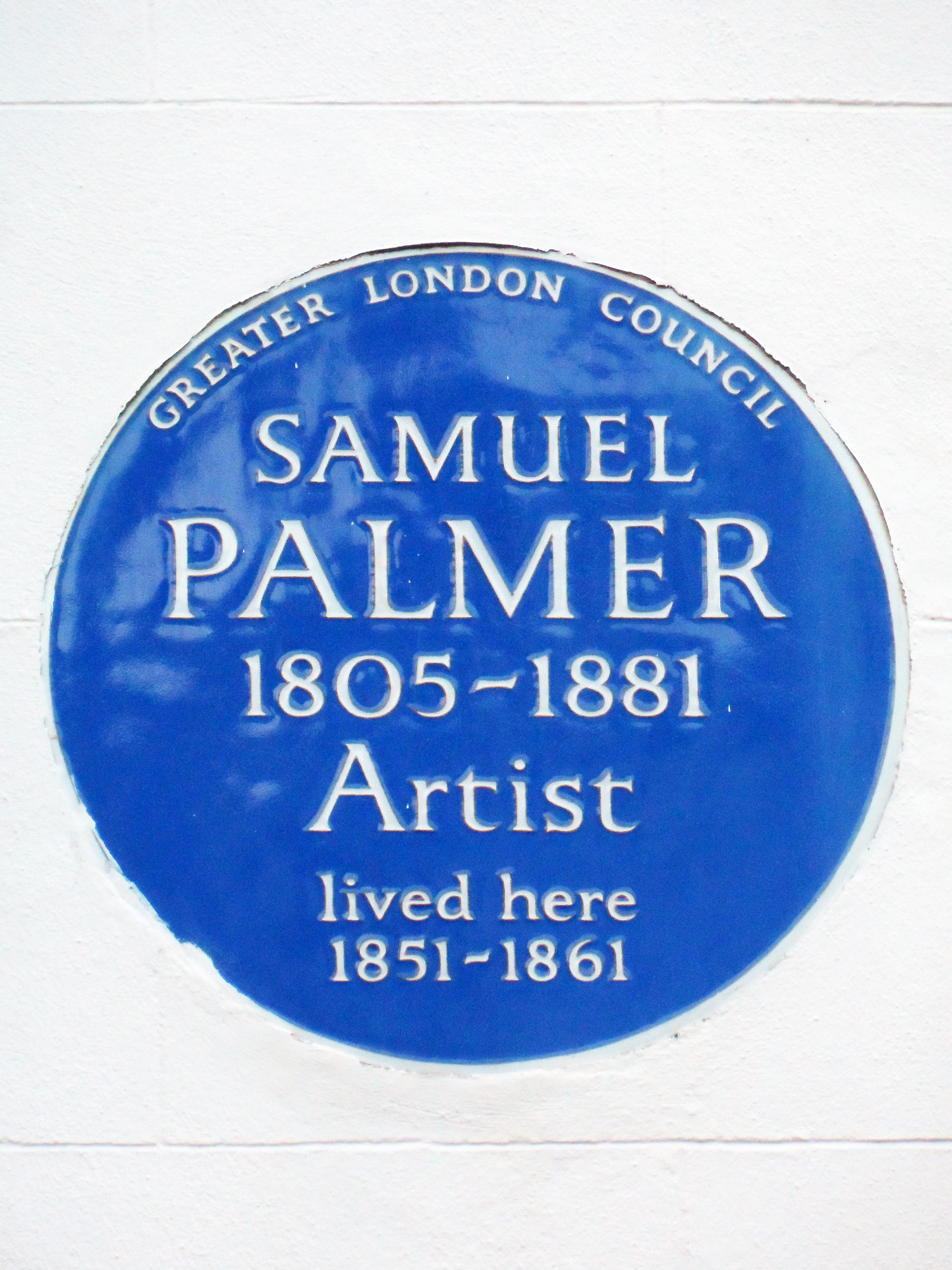
Targa blu affissa sulla residenza di Palmer a Kensington

Gli ultimi anni di Palmer furono funestati dalla morte dell'amato figlio Thomas More Palmer e dalla catastrofica situazione finanziaria. Morì il 24 maggio 1881 a Redhill, nel Surrey.

### Retaggio
Samuel Palmer venne dimenticato dopo la morte. Nel 1909 la maggior parte della sua opera su Shoreham fu distrutta dal figlio Alfred Herbert Palmer, la cui furia non risparmiò album, schizzi, taccuini e neanche dipinti. Nel 1926 Palmer fu riscoperto, grazie ad una mostra monografica al Victoria & Albert Museum, curata da Martin Hardie, Drawings, Etchings and Woodcuts made by Samuel Palmer and other Disciples of William Blake. L'oblio nel quale versava l'arte di Palmer venne totalmente riscattato solo negli anni cinquanta del XX secolo, grazie alla divulgazione del libro Samuel Palmer di Geoffrey Grigson e ad una mostra incentrata sulle tele di Shoreham, alle quali il suo nome è indissolubilmente legato, anche se i dipinti della tarda maturità sono apprezzati.
Le opere di Shoreham esercitarono grande influenza su alcuni artisti inglesi, dopo la loro riscoperta; risentirono fortemente di Palmer i pittori F. L. Griggs, Robin Tanner, Graham Sutherland, Paul Drury, Joseph Webb, Eric Ravilious, e Clifford Harper.
Un numero cospicuo di opere del Palmer è alla Tate Gallery, al British Museum e in gallerie di Birmingham e di Manchester.